# Medovođe
Medovođe (Indicatoridae) su porodica ptica iz reda detlovki. Perje tmurnih boja, život u šumama i povučenost medovođa prikriva ovu porodicu čije je ponašanje među najneobičnijim i najmanje poznatim kod ptica. Dobili su ime po običaju jedne afričke vrste da vodi ljude do pčelinjaka. Više vole jesti vosak i larve nego sam med. Iako su insekti njihova osnovna hrana, mogu preživeti 30 dana samo na vosku pomoću posebnih enzima u crevima.

## Rasprostranjenost
Žive samo u tropskim krajevima Starog sveta, uglavnom u Africi, iako postoje dve vrste u Aziji, od kojih se jedna seli nizbrdo, duž Himalaja. Njihovo glavno stanište su listopadne šume i šumarci. Neki pripadnici vrsta Indicator i Prodotiscus naseljavaju otvorena šumska područja, pošumljene pašnjake i drveće kraj potoka u suvim područjima.

## Izgled i ponašanje
Dugi su 10-20 cm, a teški 9-62 grama. Perje je tamnih boja s belim bokovima repa. Četiri vrste odstupaju od ovog izgleda: lirorepi medovođa, kod kojeg je rep kod oba pola zakrivljen nagore i proizvodi glasan, trubeći zvuk u letu; žutotrtični medovođa sa žutom i crvenom bojom na glavi i trtici; malajski medovođa, kod kojeg mužjak ima žutu pegu na ramenima; i veliki medovođa kod kojeg mužjaci imaju crn vrat, bele obraze, tragove žute boje na ramenima i, tokom sezone parenja, ružičast kljun. Kod ove zadnje vrste perje mladunaca se potpuno razlikuje od onog kod odraslih ptica. Medovođe su veoma vokalne i imaju različite pesme i oglašavanja. Mužjaci mnogih afričkih vrsta brane teritoriju pevanjem, čime privlače ženke, ali i suparničke mužjake koji će pokušati preuzmu teritoriju.

### Vođenje
Medovođe su nazvane po izuzetnoj navici viđenoj kod jedne ili dve vrste: vođenja ljudi do kolonija pčela. Kada je košnica otvorena i med uzet, ptica se hrani preostalim larvama i voskom. Ovo ponašanje je dobro proučeno u velike medovođe; pojedini poznavaoci (poput Fridmana, 1955) navode da je takvo ponašanje uočeno i kod pripadnika vrste Indicator variegatus, mada se drugi s tim ne slažu. Medovođe su u divljini demonstrirale sposobnost da razumeju ljudski poziv da im se pridruže u potrazi za medom. Uprkos popularnog uverenja, nema dokaza kojima se potvrđuje da medovođe zapravo vode
medojednog jazavca, mada postoje video snimci o tome. Iako za većinu članova porodice ninje poznato da regrutuju „sledbenike” u njihovoj potrazi za voskom, oni se isto tako nazivaju „medenim vodičima” usled lingvističke ekstrapolacije.

### Razmnožavanje
Uzgojno ponašanje osam vrsta u rodovima Indicator i Prodotiscus je poznato. Sve vrste parazitiraju gnezda drugih vrsta ptica, ležeći jedno jaje u gnezdo druge pričije vrste. One izlegu seriju od oko pet jaja tokom perioda 5-7 dana. Većinom preferiraju vrste koje se gnezde u rupama, često sroden sa barbeti i detlići, mada Prodotiscus parazitiraju šoljasta gnezda vrsta kao što su belo-očci i grmuše. Mladunci poznatih vrsta se legu s kukama na vrhu kljuna kojima buše jaja i ubijaju ptiće domaćina.
Poznato je da afričke medovođe ležu jaja u podzemnim gnezdima drugih pričijih vrsta koje jedu pčele. Ptići medovođa ubijaju mlade domaćina koristeći svoje oštre kljunove na sličan način na koji to čine ptići kukavice. Majka medovođe osigurava da se njen mladunac prvi izleže putem unutrašnjeg inkubiranja jajeta tokom dodatnog dana pre polaganja jajeta, tako da od početka ima prednost u razvoju u poređenju sa potomstvom domaćina. Kada napusti gnezdo, barbeti domaćini ga odmah prepoznaju kao medovođu i teraju ga sa grupne teritorije. Mladunac prati medovođe u prolazu. Za vreme hranjenja polno nezrele jedinke su dominantnije (hrane se pre odraslih).

## Vrste
Postoji 17 vrsta u četiri roda, od čega 15 ih živi u Africi.
- [9]
- [10][11][12]
- [13]
- [14]

Podvrste

## Literatura
- Short, Lester L. (1991).  Forshaw, Joseph, ур. Encyclopaedia of Animals: Birds. London: Merehurst Press. стр. 155. ISBN 978-1-85391-186-6.
- Friedmann, Herbert (1955). The Honeyguides. U.S. National Museum (Bulletin 208). hdl:10088/10101.
- Short, Lester; Jennifer Horne (2002). Toucans, Barbets and Honeyguides. Oxford University Press. ISBN 978-0-19-854666-5.
- Barlow, Clive; Tim Wacher; Tony Disley (1997). A Field Guide to the Birds of the Gambia and Senegal. A. & C. Black (Publishers) Ltd. ISBN 1-873403-32-1.
- Hackett, Shannon J.; Kimball, Rebecca T.; Reddy, Sushma; Bowie, Rauri C. K.; Braun, Edward L.; Braun, Michael J.; Chojnowski, Jena L.; Cox, W. Andrew; Han, Kin-Lan; Harshman, John; Huddleston, Christopher J.; Marks, Ben D.; Miglia, Kathleen J.; Moore, William S.; Sheldon, Frederick H.; Steadman, David W.; Witt, Christopher C.; Yuri, Tamaki (2008). „A Phylogenomic Study of Birds Reveals Their Evolutionary History”. Science. 320 (5884): 1763—1768. Bibcode:2008Sci...320.1763H. PMID 18583609. S2CID 6472805. doi:10.1126/science.1157704.
- Claramunt, Santiago; Cracraft, Joel (2015). „A new time tree reveals Earth history's imprint on the evolution of modern birds”. Science Advances. 1 (11): e1501005. Bibcode:2015SciA....1E1005C. PMC 4730849 . PMID 26824065. doi:10.1126/sciadv.1501005 .
- Ballmann, Peter (1969). „Les Oiseaux miocènes de la Grive–Saint–Alban (Isère)” [The Miocene birds of Grive-Saint-Alban (Isère)]. Geobios (на језику: француски и енглески). 2: 157—204. doi:10.1016/S0016-6995(69)80005-7.
- Cracraft, Joel; Morony, John J. Jr. (1969). „A new Pliocene woodpecker, with comments on the fossil Picidae” (PDF). American Museum Novitates (2400): 1—8.
- Johansson, Ulf S.; Ericson, Per G.P. (2003). „Molecular support for a sister group relationship between Pici and Galbulae (Piciformes sensu Wetmore 1960”. Journal of Avian Biology. 34 (2): 185—197. doi:10.1034/j.1600-048X.2003.03103.x.
- Lanyon, Scott M.; Hall, John G (април 1994). „Reexamination of Barbet Monophyly Using Mitochondrial-DNA Sequence Data” (PDF). The Auk. 111 (2): 389—397. JSTOR 4088602. doi:10.2307/4088602.
- Gorman, Gerard (2004): Woodpeckers of Europe: A Study of the European Picidae. Bruce Coleman, UK.  1-872842-05-4.
- Short, L.; Horne, J. (2002). „Family Indicatoridae (Honeyguides)”.  Ур.: Del Hoyo, J.; Elliott, A.; Sargatal, J. Handbook of the Birds of the World: Jacamars to Woodpeckers. 7. Lynx Edicions. ISBN 978-84-87334-37-5.
- Short, L.; Horne, J.; Diamond, A. W. (2003). „Honeyguides”.  Ур.: Perrins, C. Firefly Encyclopedia of Birds. Firefly Books. стр. 396—397. ISBN 978-1-55297-777-4.
- Spottiswoode, C. N.; Begg, K. S.; Begg, C. M. (2016). „Reciprocal signaling in honeyguide-human mutualism”. Science. 353 (6297): 387—389. PMID 27463674. S2CID 206648494. doi:10.1126/science.aaf4885. Приступљено 2020-08-14.
- Dean, W. R. J.; Siegfried, W. Roy; MacDonald, I. A. W. (1990). „The Fallacy, Fact, and Fate of Guiding Behavior in the Greater Honeyguide”. Conservation Biology. 4 (1): 99—101. JSTOR 2385968. doi:10.1111/j.1523-1739.1990.tb00272.x.
- Friedmann, H. (1955). „The Honey-Guides”. United States National Museum Bulletin. 208: 50.

## Spoljašnje veze
- Honey Guide Bird (Amazing Partnership) Guiding humans to Beehive на веб-сајту
- Honey Guide Bird (BBC Documentary) на веб-сајту
- Lesser Honeyguide (Indicator minor) на веб-сајту
- F. Gill, M. Wright D. & Donsker (2013) - IOC World Bird Names (version 3.3)